# Prieuré des Moines
Le prieuré des Moines est un prieuré situé sur le territoire de la commune de Mazille dans le département français de Saône-et-Loire et la région Bourgogne-Franche-Comté.

## Historique
L'ensemble de ce prieuré, avec sa chapelle, fait l'objet d'une inscription au titre des monuments historiques depuis le 16 janvier 1964.